# 搖滾不滅
《搖滾不滅》（英語：Not Fade Away）是一部2012年的戲劇類電影，由電視劇《人在江湖》的創作人大衛·雀斯首次執導。本片在2012年12月21日上映。

## 演員
- 占士·簡東費尼 飾 Pat Damiano
- 約翰·馬加羅（英语：John Magaro） 飾 Douglas Damiano
- 貝拉·希斯寇特 飾 Grace Dietz
- 積·赫斯頓 飾 Eugene Gaunt
- 多明尼克·席伍德 飾 年輕的米克·傑格
- Alfie Stewart 飾 年輕的基思·理查茲
- 麗莎·蘭帕內利（英语：Lisa Lampanelli） 飾 Aunt Josie
- 威爾·布瑞爾（英语：Will Brill） 飾 Wells
- 傑拉德·卡諾尼科（英语：Gerard Canonico） 飾 Schindewulf
- 莫莉·普萊斯（英语：Molly Price） 飾 Antoinette Damiano
- 多米妮克·麥克艾麗戈特 飾 Joy Dietz
- 布拉德·加雷特 飾 傑瑞·拉格沃伊（英语：Jerry Ragovoy）
- 潔絲汀·蘿佩（英语：Justine Lupe） 飾 Candace
- 克里斯托弗·麥克唐納 飾 Jack Dietz
- 傑·魏堡（英语：Jay Weinberg） 飾 Jazz drummer
- 朱莉亞·加德納 飾 車上的女孩
- 鮑比·班迪拉（英语：Bobby Bandiera） 飾 Jingle guitarist
- 勞勃·福納洛（英语：Robert Funaro） 飾 Uncle Murf
- 路易·穆斯迪洛（英语：Louis Mustillo） 飾 Johnny Vitelloni
- 小伊塞亞·維特洛克（英语：Isiah Whitlock Jr.） 飾 Landers
- Lucie Pohl（英语：Lucie Pohl） 飾 Severine
- F. Michael Haynie 飾 The Bloat
- 查理·普拉瑪 飾 Grace的小弟弟
- Chris Bannow 飾 Dave Smith
- Levi Wilson 飾 查理·沃茨
- John Tormey 飾 Uncle Paul

## 外部連結
- 互联网电影数据库（IMDb）上《Not Fade Away》的资料（英文）
- 爛番茄上《Not Fade Away》的資料（英文）
- 官方网站